# Per Brahe (Schiff, 1908)
Die Per Brahe war ein Dampfschiff, das 1908 in Kopenhagen in Dänemark gebaut wurde. 

## Geschichte
Von 1908 bis 1915 bediente das Schiff die Strecke Kopenhagen (Havnegade)–Malmö. 1915 wurde es von Danske Statsbaner gechartert und war danach bis 1917 zwischen Kalundborg und Aarhus im Einsatz. Dabei wurde das Schiff 1916 an den neuen Heimathafen Kalundborg verlegt.
1917 erwarb „Danske Statsbaner“ das Schiff, das nun den Namen Niels Holst bekam und weiter auf der bisherigen Fährstrecke im Einsatz blieb.
1936 wurde das Schiff an die „Finska Ångfartygs Ab“ in Helsinki verkauft und von dort im gleichen Jahr an die „Ångfartygs Ab Mariehamn-Höyrylaiva Oy Mariehamn, Turku“ weitergegeben. Von 1937 bis 1953 war das Schiff auf der Fährstrecke Turku–Mariehamn–Stockholm eingesetzt.
1955 erfolgte der Verkauf zur Verschrottung an „Carl Persson & Söner AB“ in Ystad. Der Aufbau wurde möglicherweise für ein Restaurant in Stockholm verwendet.